# 西田多江
西田 多江（にしだ たえ、3月28日 - ）は、岡山県を拠点に活動している日本のフリーアナウンサー。

## 来歴
大阪府堺市出身。四天王寺高等学校、神戸市外国語大学外国語学部中国学科卒業。
1996年に山陽放送 (RSK) に入社し、同期の坤徳ひとみ、高畑誠、森下真由美、米澤秀敏とともに同局のアナウンサーになる。
後に山陽放送を退社してフリーアナウンサーに転向。以後は、岡山県内各地で行われるイベントの司会などを務めている。また、山陽放送出身のフリーアナウンサー6人による朗読グループ「おはなしのWA♪」と、それとは別のフリーアナウンサーやラジオパーソナリティたちも参加する「桃太郎の姫はなぜいない？」のメンバーになり、県内各地で朗読会を開催したり、西日本豪雨（平成30年7月豪雨）での災害体験を後世に伝えるために絵本を出版したりしている。

## 担当番組

### テレビ番組
- 山陽TVイブニングニュース[1]
- イブニングワイド21[10]

### ラジオ番組
- サークルK 150リクエスツ[1]
- 谷五郎の旅は続くよ[1]
- トヨペットQ HIT'S 本町倶楽部[4]
- おはようネットワーク[4]
- 歌のない歌謡曲[10]
- ごごラジ ViViッと!